# Liste des meilleurs buteurs en équipe du Pérou de football
Pour un article plus général, voir Équipe du Pérou de football.
Cet article liste les meilleurs buteurs en équipe du Pérou de football, à savoir les footballeurs ayant inscrit au moins dix buts au sein de la Blanquirroja, depuis le premier match de celle-ci le 1er novembre 1927 contre l'Uruguay.
Le meilleur buteur en équipe du Pérou est Paolo Guerrero, qui compte 38 buts pour 113 sélections depuis 2004.

## Classement des meilleurs buteurs
- Les joueurs péruviens encore en activité sont inscrits en caractères gras.

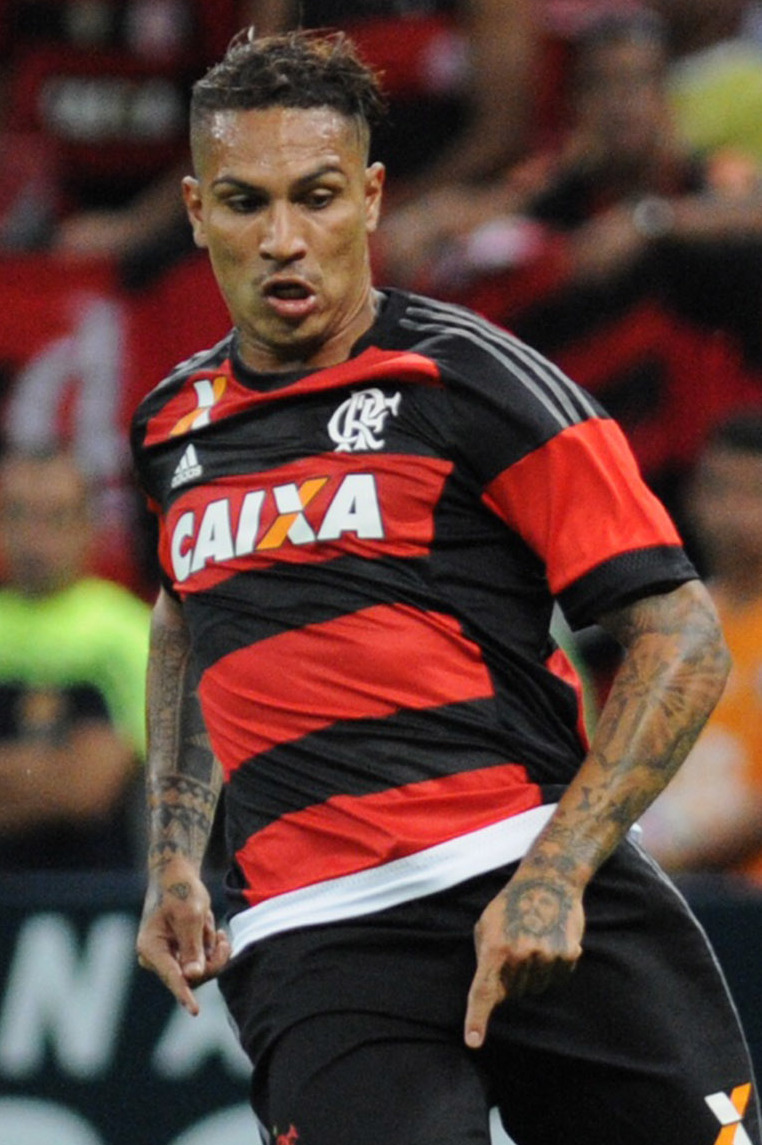
Paolo Guerrero, 38 buts

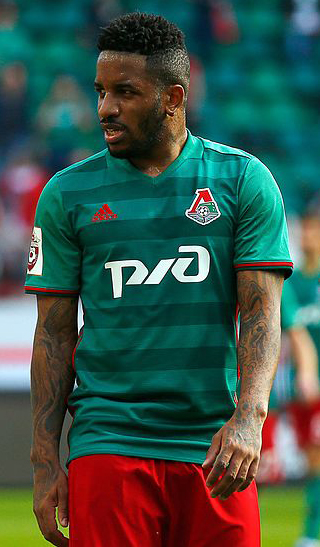
Jefferson Farfán, 27 buts

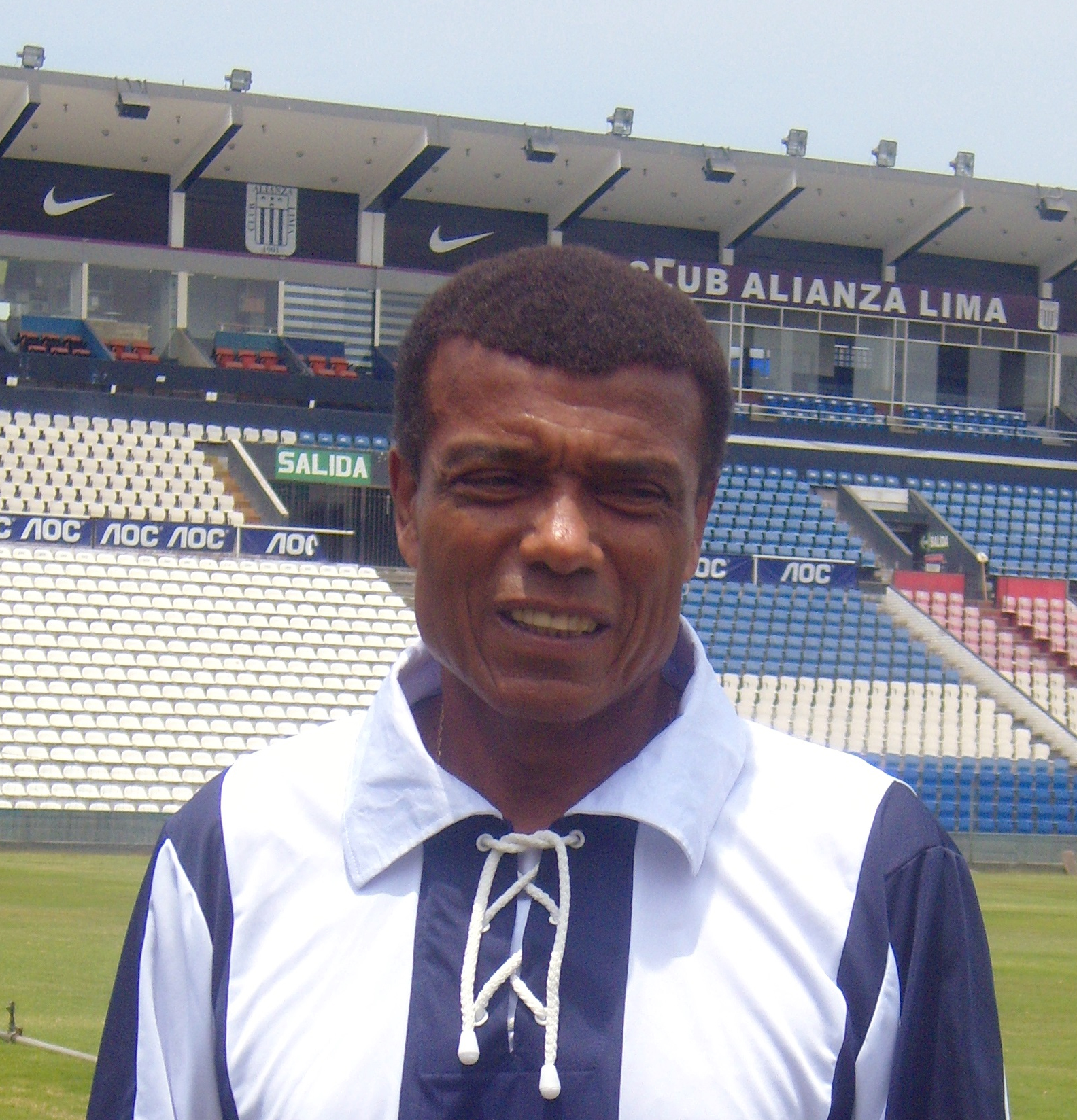
Teófilo Cubillas, 26 buts

| Rang | Joueur              | Poste             | Buts | Sél. | Ratio | Première sélection | Dernière sélection |
| ---- | ------------------- | ----------------- | ---- | ---- | ----- | ------------------ | ------------------ |
| 1    | Paolo Guerrero      | Attaquant         | 38   | 113  | 0,34  | 9 octobre 2004     | 17 octobre 2023    |
| 2    | Jefferson Farfán    | Milieu de terrain | 27   | 102  | 0,26  | 23 février 2003    | 16 novembre 2021   |
| 3    | Teófilo Cubillas    | Milieu de terrain | 26   | 81   | 0,32  | 17 juillet 1968    | 22 juin 1982       |
| 4    | Teodoro Fernández   | Attaquant         | 24   | 32   | 0,75  | 13 janvier 1935    | 20 décembre 1947   |
| 5    | Claudio Pizarro     | Attaquant         | 20   | 85   | 0,24  | 10 février 1999    | 29 mars 2016       |
| 6    | Nolberto Solano     | Milieu de terrain | 20   | 95   | 0,21  | 3 mai 1995         | 14 octobre 2009    |
| 7    | Roberto Palacios    | Milieu de terrain | 19   | 128  | 0,15  | 24 novembre 1992   | 23 mai 2012        |
| 8    | Hugo Sotil          | Milieu de terrain | 18   | 62   | 0,29  | 5 février 1970     | 8 août 1979        |
| 9    | Oswaldo Ramírez     | Attaquant         | 17   | 57   | 0,3   | 7 avril 1969       | 30 mars 1982       |
| 10   | Franco Navarro      | Attaquant         | 16   | 56   | 0,29  | 18 juillet 1980    | 27 août 1989       |
| 11   | Christian Cueva     | Milieu de terrain | 16   | 98   | 0,16  | 8 juin 2011        | 20 juin 2023       |
| 12   | Pedro Pablo León    | Attaquant         | 15   | 49   | 0,31  | 10 mars 1963       | 28 mars 1973       |
| 13   | Edison Flores       | Milieu de terrain | 15   | 68   | 0,22  | 14 août 2013       | 20 juin 2023       |
| 14   | Jorge Alcalde       | Attaquant         | 14   | 16   | 0,88  | 20 janvier 1935    | 12 février 1939    |
| 15   | Óscar Gómez Sánchez | Attaquant         | 14   | 26   | 0,54  | 4 mars 1953        | 2 avril 1959       |
| 16   | José Velásquez      | Milieu de terrain | 12   | 82   | 0,15  | 29 mars 1972       | 3 novembre 1985    |
| 17   | Alberto Terry       | Attaquant         | 11   | 25   | 0.44  | 8 mars 1953        | 29 mars 1959       |
| 18   | Jorge Hirano        | Attaquant         | 11   | 36   | 0,31  | 26 février 1984    | 14 juillet 1991    |
| 19   | Alberto Gallardo    | Attaquant         | 11   | 37   | 0,3   | 10 mars 1963       | 25 juin 1972       |
| 20   | Flavio Maestri      | Attaquant         | 11   | 57   | 0,19  | 3 février 1991     | 13 octobre 2007    |
| 21   | Juan Carlos Oblitas | Attaquant         | 11   | 64   | 0,17  | 4 mars 1973        | 3 novembre 1985    |
| 22   | André Carrillo      | Milieu de terrain | 11   | 96   | 0,11  | 12 juillet 2011    | 17 octobre 2023    |

## Buteurs péruviens par compétition

### Coupe du monde
| Rang | Joueur                 | Poste             | Buts | Sél. | Ratio | Coupe(s) du monde disputée(s) |
| ---- | ---------------------- | ----------------- | ---- | ---- | ----- | ----------------------------- |
| 1    | Teófilo Cubillas       | Attaquant         | 10   | 13   | 0,77  | 1970 (5), 1978 (5), 1982 (0)  |
| 2    | Alberto Gallardo       | Attaquant         | 2    | 4    | 0,5   | 1970 (2)                      |
| 3    | Luis de Souza Ferreira | Attaquant         | 1    | 2    | 0,5   | 1930 (1)                      |
| 4    | Paolo Guerrero         | Attaquant         | 1    | 3    | 0,33  | 2018 (1)                      |
| 4    | André Carrillo         | Attaquant         | 1    | 3    | 0,33  | 2018 (1)                      |
| 6    | Roberto Chale          | Milieu de terrain | 1    | 4    | 0,25  | 1970 (1)                      |
| 7    | Rubén Toribio Díaz     | Défenseur         | 1    | 7    | 0,14  | 1978 (0), 1982 (1)            |
| 8    | Guillermo La Rosa      | Attaquant         | 1    | 8    | 0,13  | 1978 (0), 1982 (1)            |
| 9    | César Cueto            | Milieu de terrain | 1    | 9    | 0,11  | 1978 (1), 1982 (0)            |
| 9    | José Velásquez         | Milieu de terrain | 1    | 9    | 0,11  | 1978 (1), 1982 (0)            |
| 11   | Héctor Chumpitaz       | Défenseur         | 1    | 10   | 0,1   | 1970 (1), 1978 (0)            |

### Jeux olympiques
| Rang | Joueur               | Poste             | Buts | Sél. | Ratio | Jeux olympiques disputés |
| ---- | -------------------- | ----------------- | ---- | ---- | ----- | ------------------------ |
| 1    | Teodoro Fernández    | Attaquant         | 6    | 2    | 3     | 1936 (6)                 |
| 2    | Alejandro Villanueva | Attaquant         | 4    | 2    | 2     | 1936 (4)                 |
| 3    | Alberto Ramírez      | Attaquant         | 2    | 1    | 2     | 1960 (2)                 |
| 4    | Nicolás Nieri        | Milieu de terrain | 2    | 2    | 1     | 1960 (2)                 |
| 5    | Tomás Iwasaki        | Attaquant         | 1    | 1    | 1     | 1960 (1)                 |
| 5    | Jorge Alcalde        | Attaquant         | 1    | 1    | 1     | 1936 (1)                 |
| 7    | Ángel Uribe          | Attaquant         | 1    | 3    | 0,33  | 1960 (1)                 |

### Meilleurs buteurs en Copa América
| Rang | Joueur              | Poste     | Buts | Sél. | Ratio | Copa(s) América disputée(s)                      |
| ---- | ------------------- | --------- | ---- | ---- | ----- | ------------------------------------------------ |
| 1    | Teodoro Fernández   | Attaquant | 15   | 24   | 0,63  | 1935 (1), 1937 (2), 1939 (7), 1941 (3), 1942 (2) |
| 2    | Paolo Guerrero      | Attaquant | 14   | 26   | 0,54  | 2007 (1), 2011 (5), 2015 (4), 2016 (1), 2019 (3) |
| 3    | Óscar Gómez Sánchez | Attaquant | 10   | 16   | 0,63  | 1953 (2), 1955 (6), 1956 (1), 1959-I (1)         |

### Gold Cup (CONCACAF)
| Rang | Joueur           | Poste             | Buts | Sél. | Ratio | Gold Cup disputée(s) |
| ---- | ---------------- | ----------------- | ---- | ---- | ----- | -------------------- |
| 1    | Roberto Palacios | Milieu de terrain | 2    | 4    | 0,5   | 2000 (2)             |
| 2    | Ysrael Zúñiga    | Attaquant         | 1    | 2    | 0,5   | 2000 (1)             |
| 3    | Waldir Sáenz     | Attaquant         | 1    | 3    | 0,33  | 2000 (1)             |
| 4    | Roberto Holsen   | Attaquant         | 1    | 4    | 0,25  | 2000 (1)             |
| 4    | José del Solar   | Milieu de terrain | 1    | 4    | 0,25  | 2000 (1)             |
| 4    | Jorge Soto       | Milieu de terrain | 1    | 4    | 0,25  | 2000 (1)             |